# Laurie Hendren

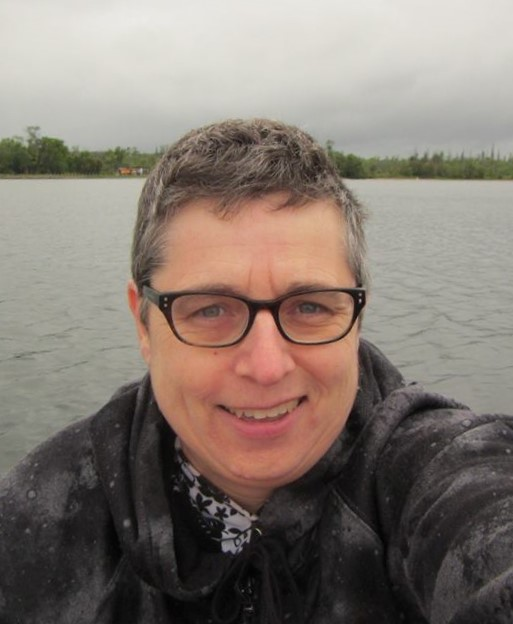
Laurie Hendren, 2014

Laurie Jane Hendren (* 13. Dezember 1958 in Peterborough (Ontario); † 27. Mai 2019 in Montreal) war eine kanadische Informatikerin und Professorin, die für ihre Forschungen zu Programmiersprachen und Compilern bekannt ist.

## Leben
Hendren erwarb 1982 und 1984 einen Bachelor und einen Master in Informatik an der Queen’s University (Kingston). Im Jahr 1990 promovierte sie in Informatik an der Cornell University.
Danach wechselte sie 1990 als Assistenzprofessorin an die Fakultät für Informatik der McGill University. Dort wurde sie 1995 zur außerordentlichen Professorin und 2001 zur ordentlichen Professorin befördert. Von 2005 bis 2014 war sie außerdem stellvertretende Dekanin der Fakultät für Naturwissenschaften an der McGill University.
Im Jahr 2014 wurde sie in das Kartenspiel „Notable Women of Computing“ aufgenommen.
Sie war mit Prakash Panangaden verheiratet.

## Auszeichnungen
Hendren wurde für das akademische Jahr 2005–2006 mit dem Leo Yaffe Award for Excellence in Teaching der McGill University ausgezeichnet. Im Jahr 2009 wurde sie zum Fellow der Association for Computing Machinery (ACM) ernannt. 2011 erhielt sie einen Canada Research Chair. 2012 wurde sie zum Fellow der Royal Society of Canada gewählt.
Hendren war Redakteurin für den Bereich Programmiersprachen in der Buchreihe der Association for Computing Machinery. Sie war Vorsitzende des Programms der Konferenz ACM SIGPLAN Programming Language Design and Implementation in 2002.
Im Jahr 2019 wurde Hendren mit dem Dahl-Nygaard-Preis ausgezeichnet, starb jedoch vor der ECOOP-Konferenz, auf der der Preis normalerweise verliehen wird. Der Preis wurde daher posthum verliehen.

## Forschungsprojekte
Hendren hat folgende große Open-Source-Forschungsprojekte an der McGill University geleitet oder mit geleitet:
- Soot: ein Framework für die Analyse und Umwandlung von Java- und Android-Anwendungen[11]
- SableVM: eine offene Implementierung einer Java Virtual Machine
- abc: der AspectBench Compiler für AspectJ
- McLab: Compiler-Tools für array-basierte Sprachen[12]
- HIG: Forschung in Gesundheitsinformatik für die Strahlentherapie[13]